# Gorleston-on-Sea
Gorleston-on-Sea – miasto w Anglii, w hrabstwie Norfolk, w dystrykcie Great Yarmouth. Leży 30 km na wschód od Norwich i 174 km na północny wschód od Londynu. W 2001 miasto liczyło 5882 mieszkańców.